# The Elms (Newport)
The Elms es una gran mansión en Bellevue Avenue, Newport, Rhode Island. Ubicada en 367, fue terminada en 1901. El arquitecto Horacio Trumbauer diseñó para el maagnate Edward Julius Berwind, que se inspira en el Château d'Asnières en Francia. C. H. Miller y E. W. Bowditch, en estrecha colaboración con Trumbauer, diseñaron los jardines y el paisaje. La Sociedad de Preservación del condado de Newport compró The Elms en 1962 y abrió la casa al público. The Elms se agregó al Registro Nacional de Lugares Históricos en 1971 y fue designado Monumento Histórico Nacional en 1996.

## El estado

### La casa
The Elms se construyó entre 1899 y 1901 y su construcción costó aproximadamente 1,5 millones de dólares. Como la mayoría de las casas de Newport de la Edad Dorada, la casa se construyó con materiales incombustibles: la casa se construyó alrededor de una estructura de acero; los tabiques interiores, enlucidos sobre bloques de terracota, se asientan sobre losas de hormigón armado; las paredes exteriores están hechas de mampostería de ladrillo y revestidas con piedra caliza.
En el piso principal, el eje principal conduce desde el porche de entrada oriental, a un vestíbulo de entrada con una gran escalera y piso de mármol, luego al salón de baile y luego al jardín más allá. El ala del sur contiene un comedor, una sala de desayunos y una despensa de servicio (las cocinas estaban en el sótano), mientras que el ala del norte contiene un salón, una biblioteca y un invernadero.
El segundo piso contiene dormitorios para la familia y los invitados, así como una sala de estar privada. El tercer piso contiene dormitorios para los sirvientes interiores.

### Los motivos
De acuerdo con la arquitectura francesa de la casa, los terrenos de The Elms, entre los mejores de Newport, fueron diseñados con el gusto francés del siglo XVIII e incluyen un jardín hundido. Los olmos originales que sucumbieron a la enfermedad del olmo holandés, los llamativos árboles de sombra ahora son hayas lloronas.

### Edificios auxiliares
Trumbauer construyó una gran cochera y establos en el borde de la propiedad, con apartamentos arriba para los jardineros y los mozos de cuadra. En 1910, después de que la familia Berwind comenzara a usar automóviles, la cochera y los establos fueron reemplazados por un nuevo garaje, revestido de piedra caliza, de 38 m largo por 21,3 m de fondo, uno de los garajes privados más grandes de América, con una pista interior central y dos tanques de gasolina.
Cuando los automóviles reemplazaron a los carruajes tirados por caballos, el cochero principal del Berwind se convirtió en el chofer, pero como nunca aprendió a salir del garaje, le instalaron plataforma giratoria de automóvil.

## Inspiración

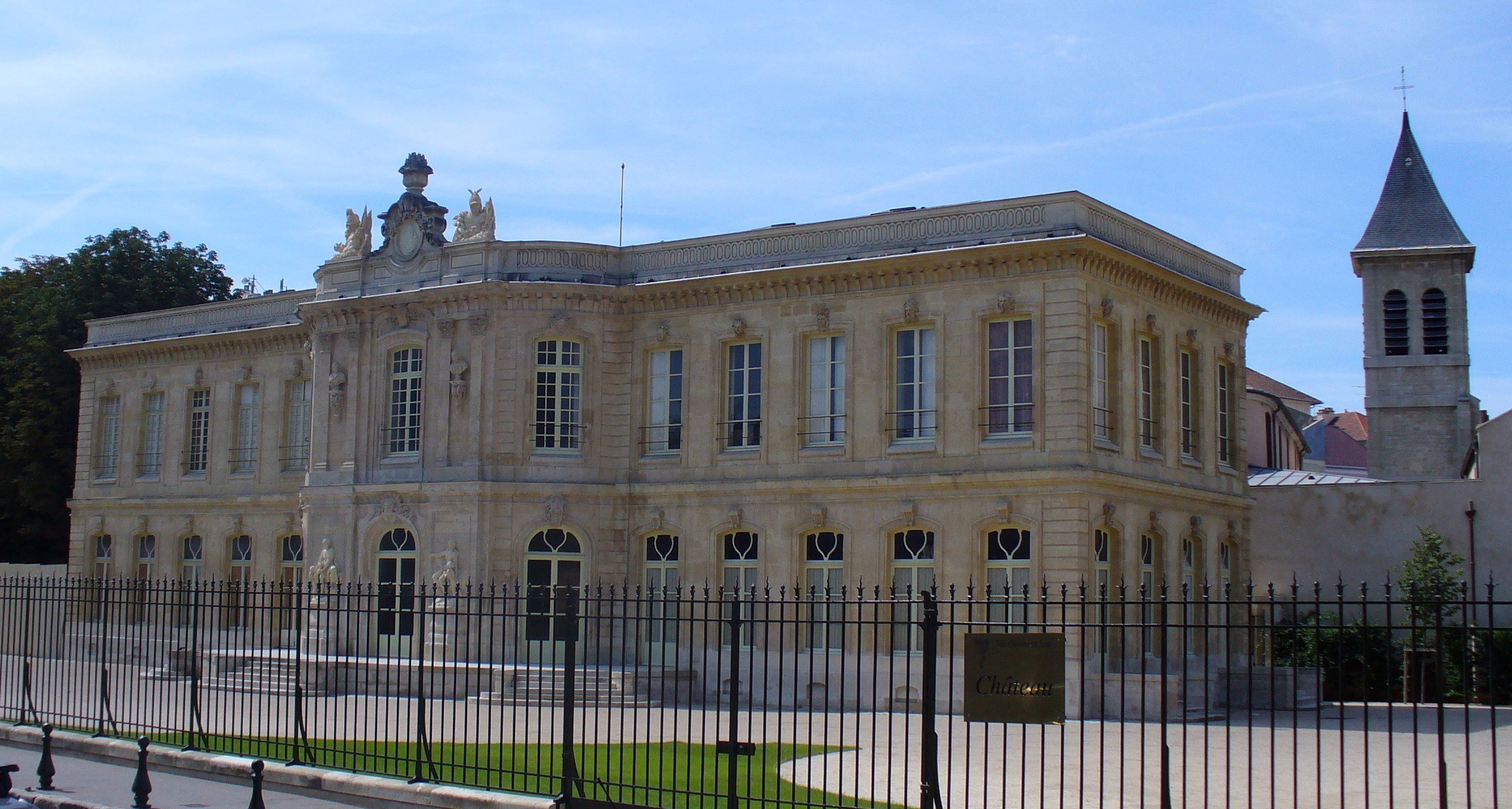
Château d'Asnières - fachada de jardín.

The Elms se considera una reinterpretación del Château d'Asnières, una casa del siglo XVIII en la ciudad de Asnières-sur-Seine en el departamento de Hauts-de-Seine, Francia. Sin embargo, no es una réplica; hay diferencias significativas: las secciones flanqueantes del castillo de Asnières tienen cinco bahías de ancho, mientras que las de la casa de Trumbauer tienen cuatro bahías de ancho. 
La balaustrada de The Elms es más alta, pero más sencilla en detalles. Además, el frontón de la fachada del jardín de Trumbauer es probablemente una variación del frontón del Hôtel Porgès, 18 avenue Montaigne en París, construido en 1892 por el arquitecto Ernest Sanson. No hay frontón en Château d'Asnières.

## Historia

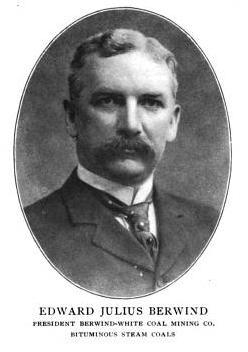
Edward Julius Berwind.

La familia Berwind comenzó a pasar los veranos en Newport en la década de 1890. En 1898, estaba claro que su propiedad original (una pequeña cabaña de playa tradicional) era demasiado pequeña para las grandes fiestas que estaban teniendo, por lo que hicieron que el lugar fuera demolido. Berwind contrató a Horace Trumbauer para construir una casa mucho más grande, que se ajustaba mejor a su estatus. 

Como muchos de los residentes de verano más importantes de Newport, Edward Berwind era "dinero nuevo" (sus padres eran inmigrantes alemanes de clase media); hacia 1900 sus amigos incluían a Theodore Roosevelt y Guillermo II de Alemania, así como a muchos líderes gubernamentales de alto rango de Europa y América. En ese momento, Berwind fue aclamado como "uno de los 58 hombres que gobiernan Estados Unidos", lo que lo convirtió en uno de los residentes de verano más importantes de Newport.

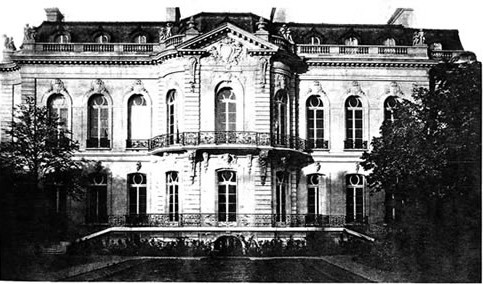
Hôtel Porgès - fachada ajardinada.

Berwind estaba interesado en la tecnología, y The Elms fue una de las primeras casas en Estados Unidos en estar conectada a la electricidad sin ningún tipo de sistema de respaldo. La casa también incluyó una de las primeras máquinas de hielo eléctricas. Fue una de las casas más sofisticadas de la época. Cuando The Elms abrió en 1901, los Berwinds celebraron una gran fiesta.
Durante los siguientes 20 años, la esposa de Berwind, Sarah, pasaría los veranos allí, la temporada iba desde el 4 de julio hasta finales de agosto; Berwind salía solo los fines de semana, porque sus intereses en la minería del carbón lo mantenían en Nueva York durante la semana. Aunque los Berwind no tenían hijos, sus sobrinos y sobrinas venían a visitarlos con regularidad.
El 5 de enero de 1922, la señora Berwind murió y Edward le pidió a su hermana menor, Julia A. Berwind, que se mudara y se convirtiera en la anfitriona de The Elms. En 1936, cuando murió, le cedió la casa a Julia, quien, sin estar interesada en la tecnología, continuó administrándola de la misma manera durante los siguientes veinticinco años: nunca se instalaron lavadoras y secadoras.
En 1961, cuando murió Julia Berwind, The Elms fue una de las últimas cabañas de Newport que se administraron al estilo de la Edad Dorada: cuarenta sirvientes estaban en el personal y la temporada social de la señorita Berwind se mantuvo en seis semanas. Sin hijos, Julia Berwind quiso la finca para un sobrino, que no quería que ella y infructuosamente trató de pasarla a otra persona en la familia. Finalmente, la familia subastó el contenido y vendió la propiedad a un desarrollador que quería demolerla. En 1962, pocas semanas antes de su fecha con la bola de demolición, The Elms fue comprado por la Sociedad de Preservación del Condado de Newport por 116 000 dólares. El precio incluía la propiedad junto con las casas de huéspedes adyacentes. Desde entonces, ha estado abierta al público para visitas guiadas. Fue incluida en el Registro Nacional de Lugares Históricos en 1971 y fue designada Monumento Histórico Nacional en 1996.

## Galería

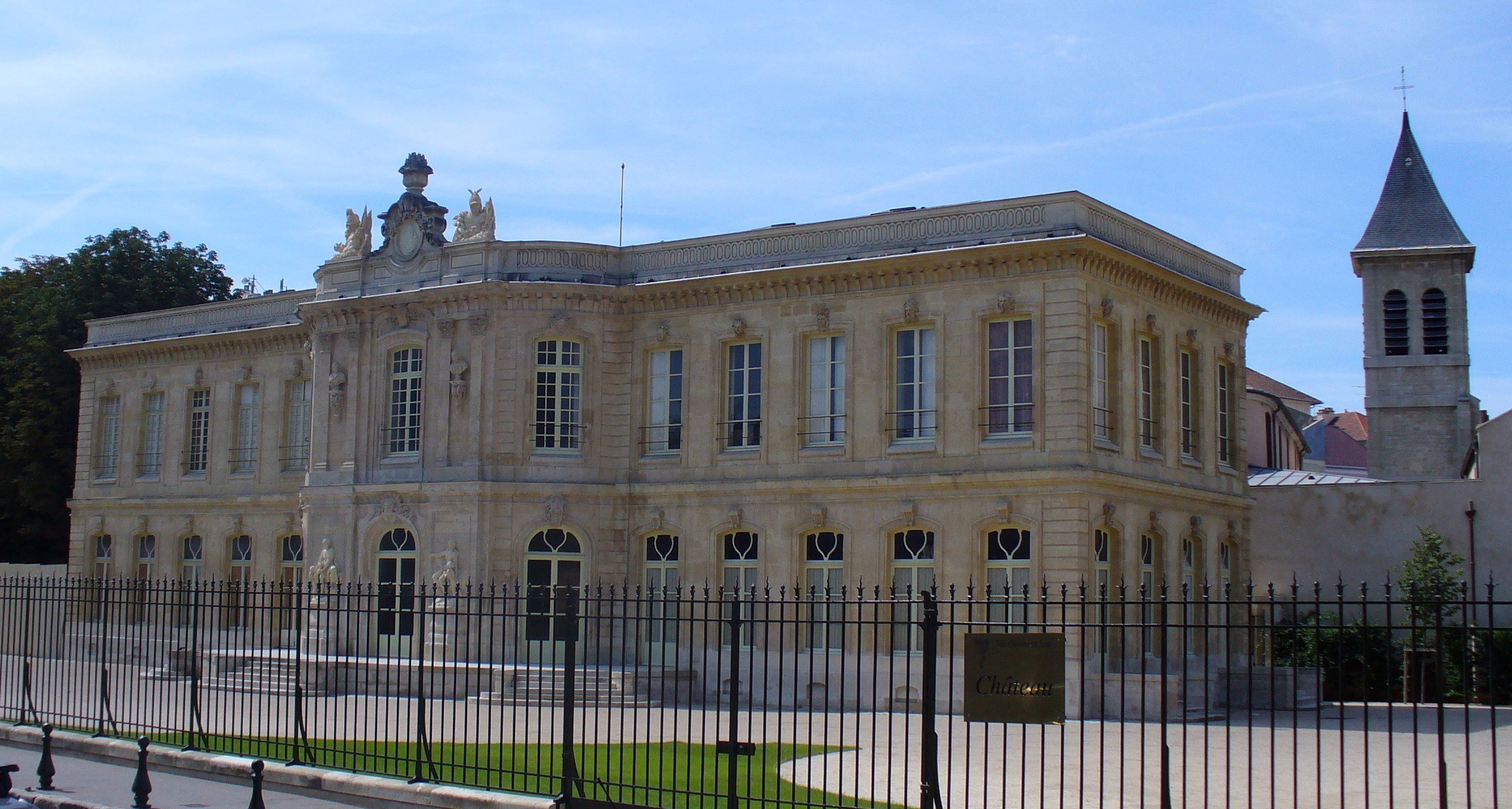
Château d'Asnières en Francia
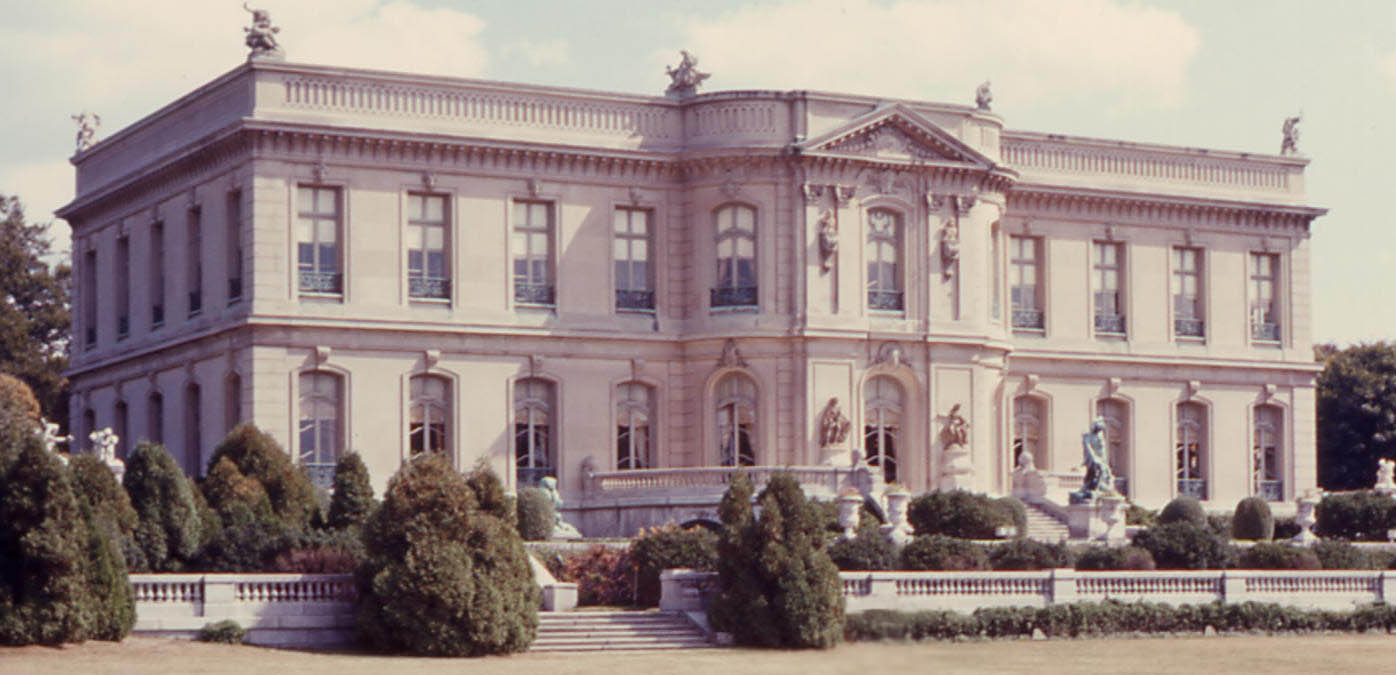
La mansión en 1968
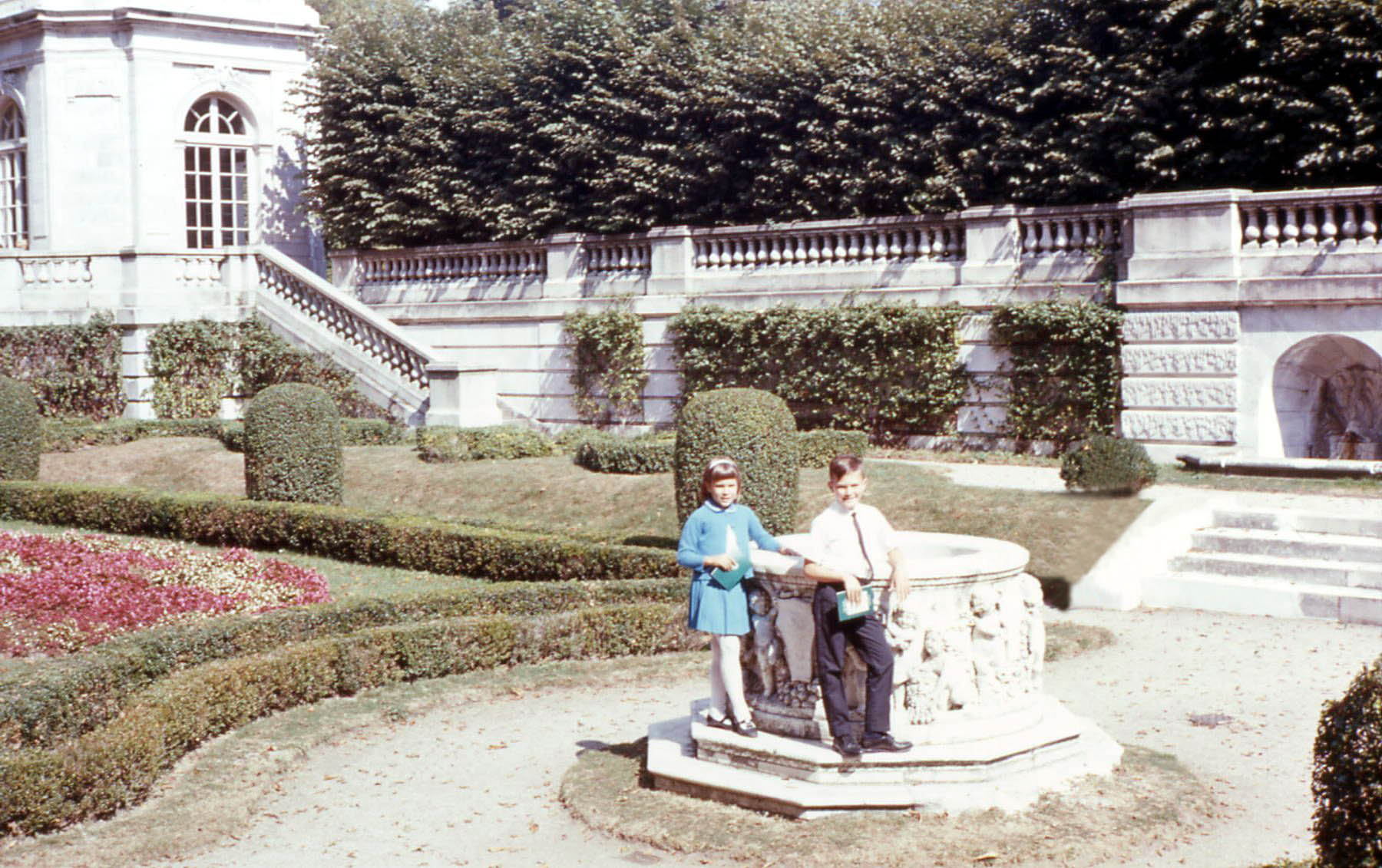
Jardines de la mansión, 1968
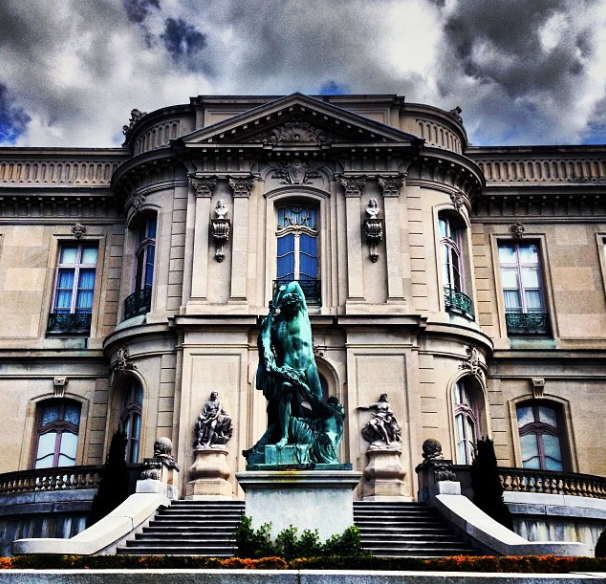
Estatua detrás de la mansión.
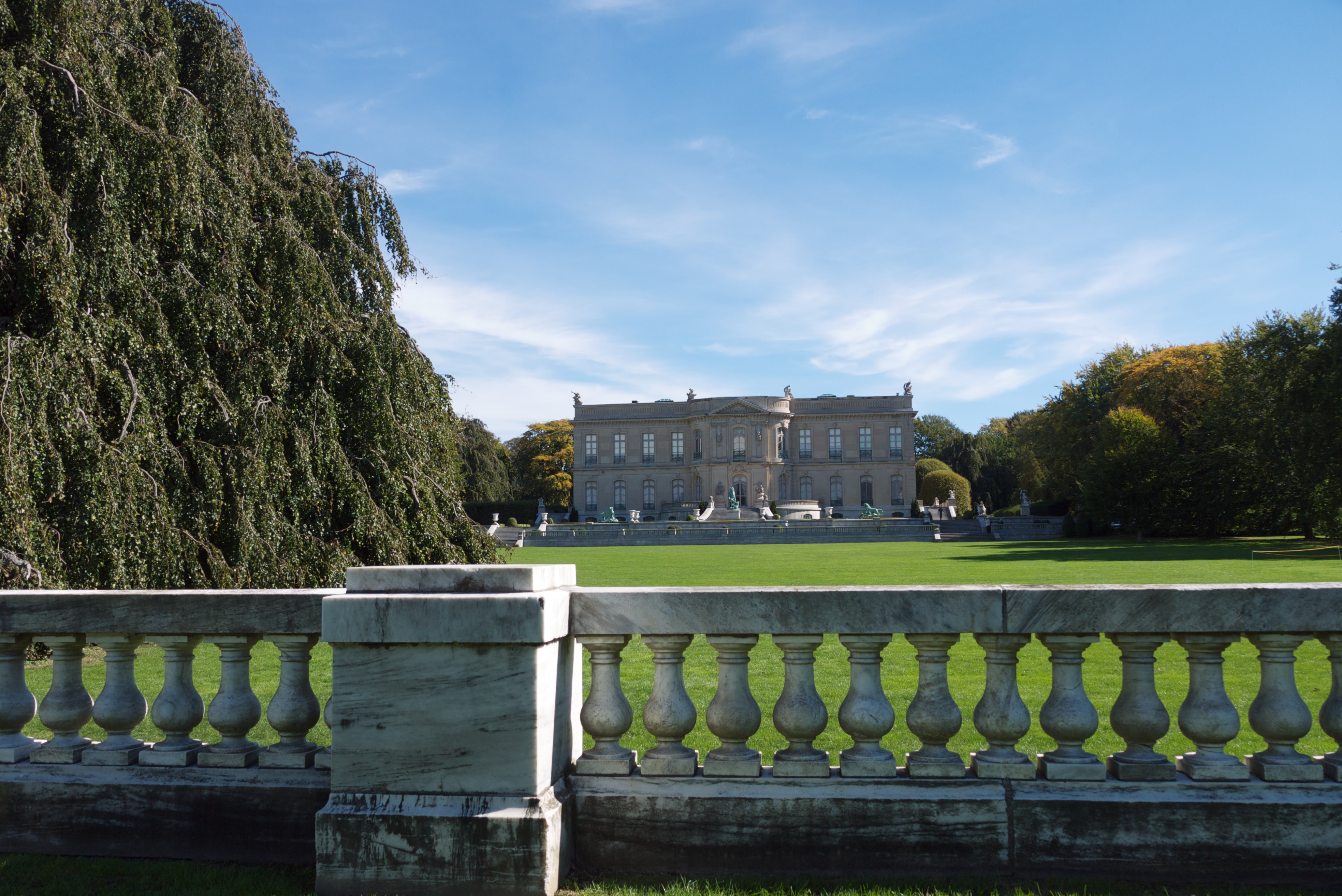
Vista de la mansión desde los terrenos.
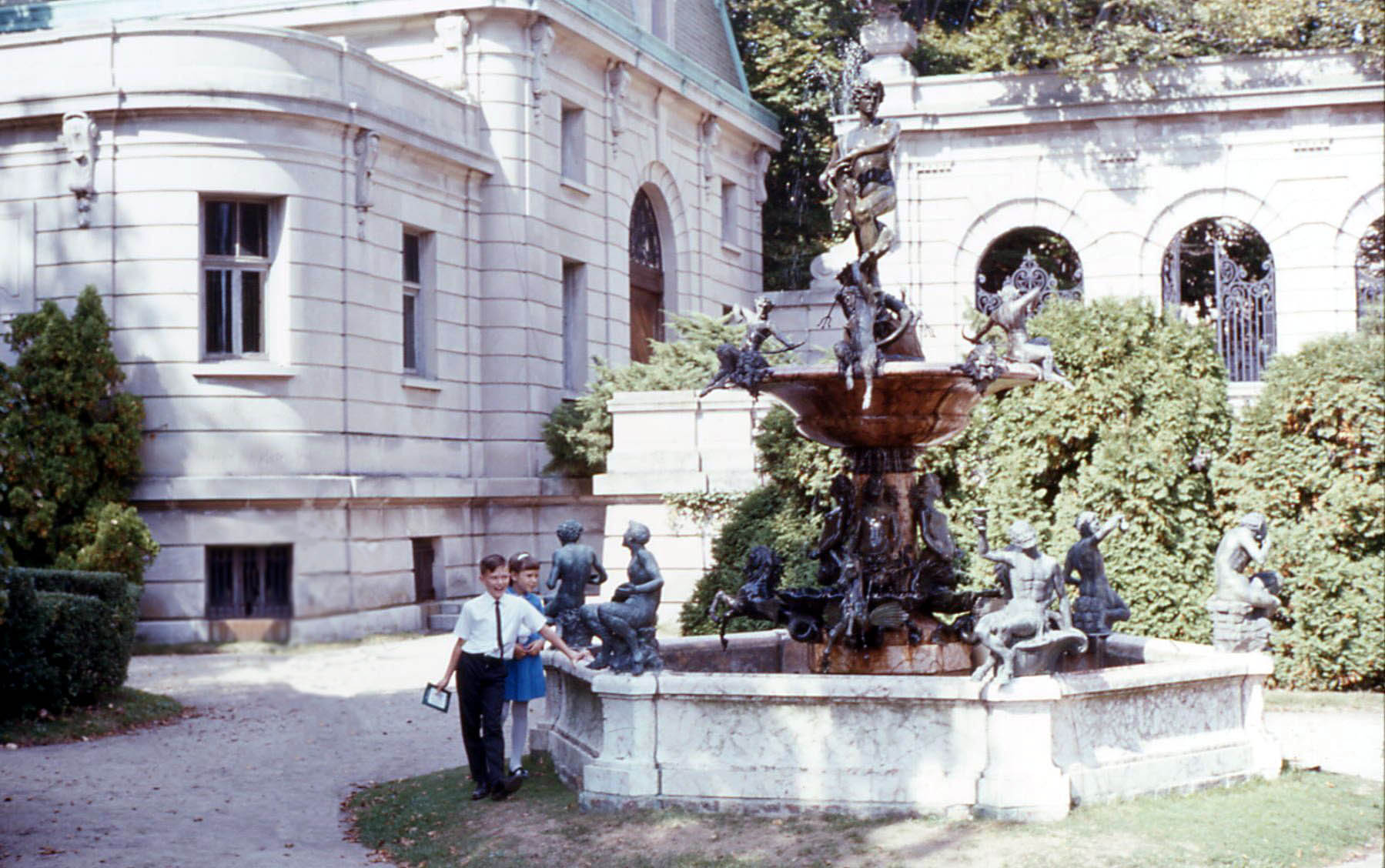
Fuente fuera de la mansión
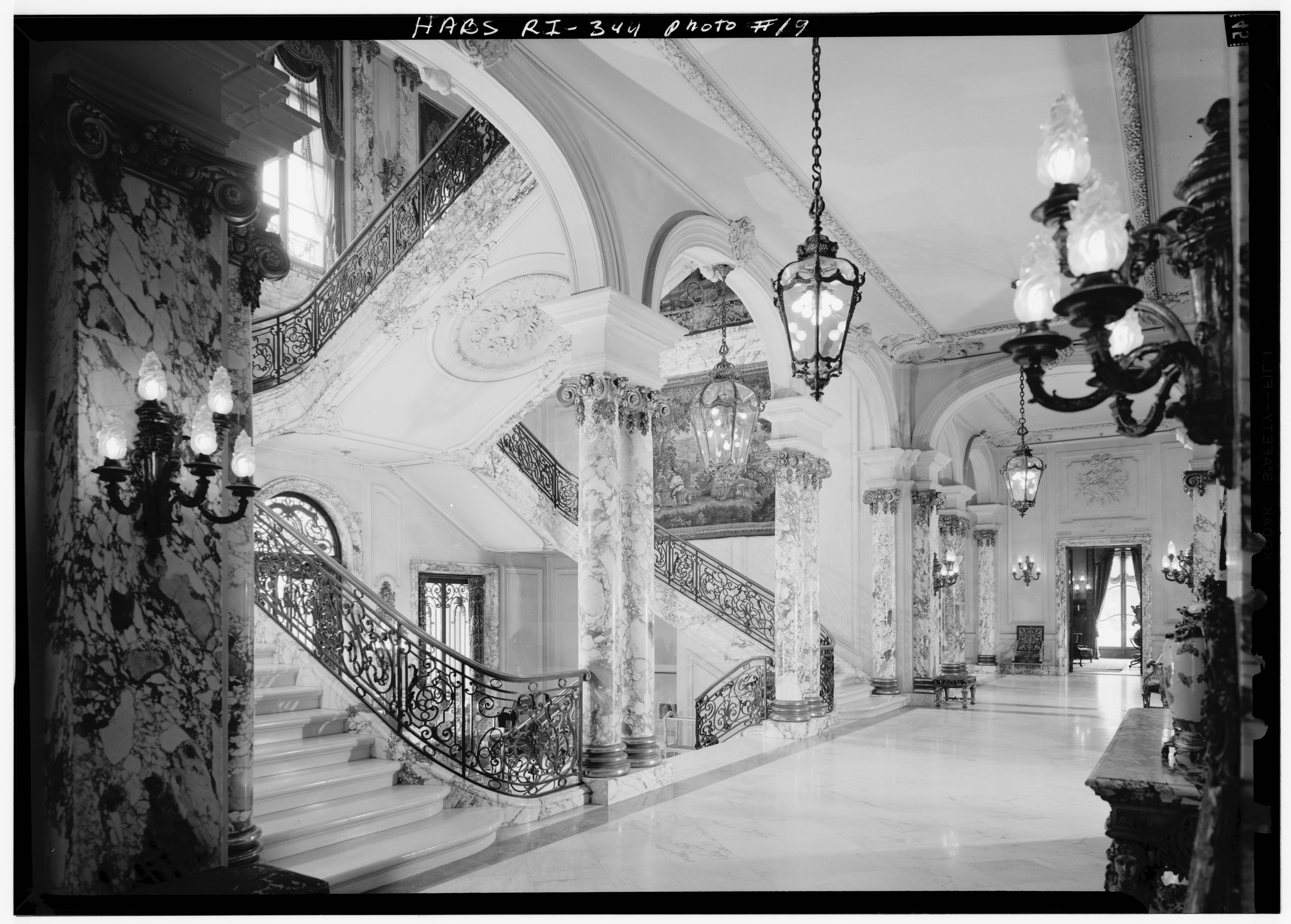
Escalera y Hall de entrada
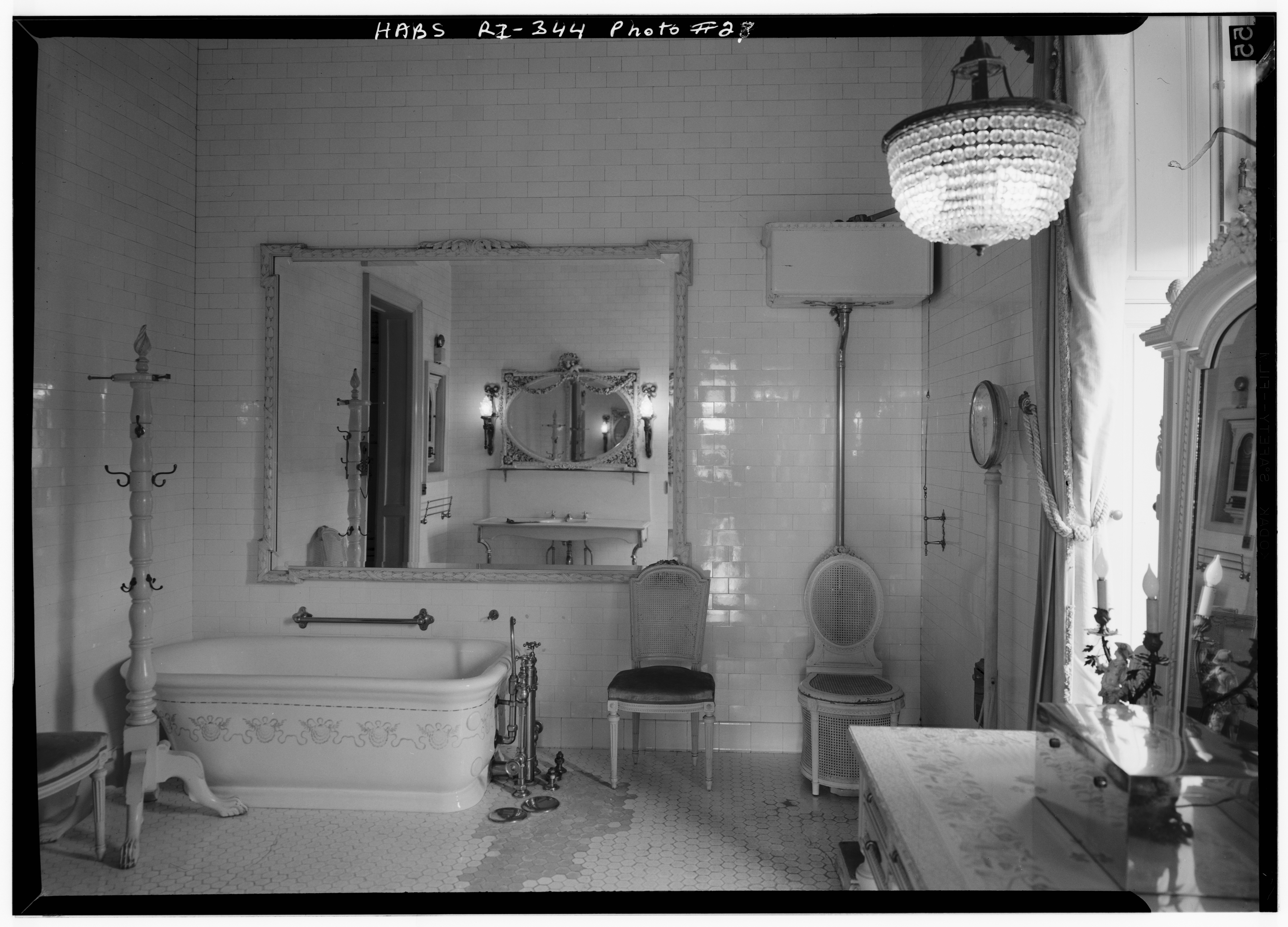
Baño de la Sra. Berwind
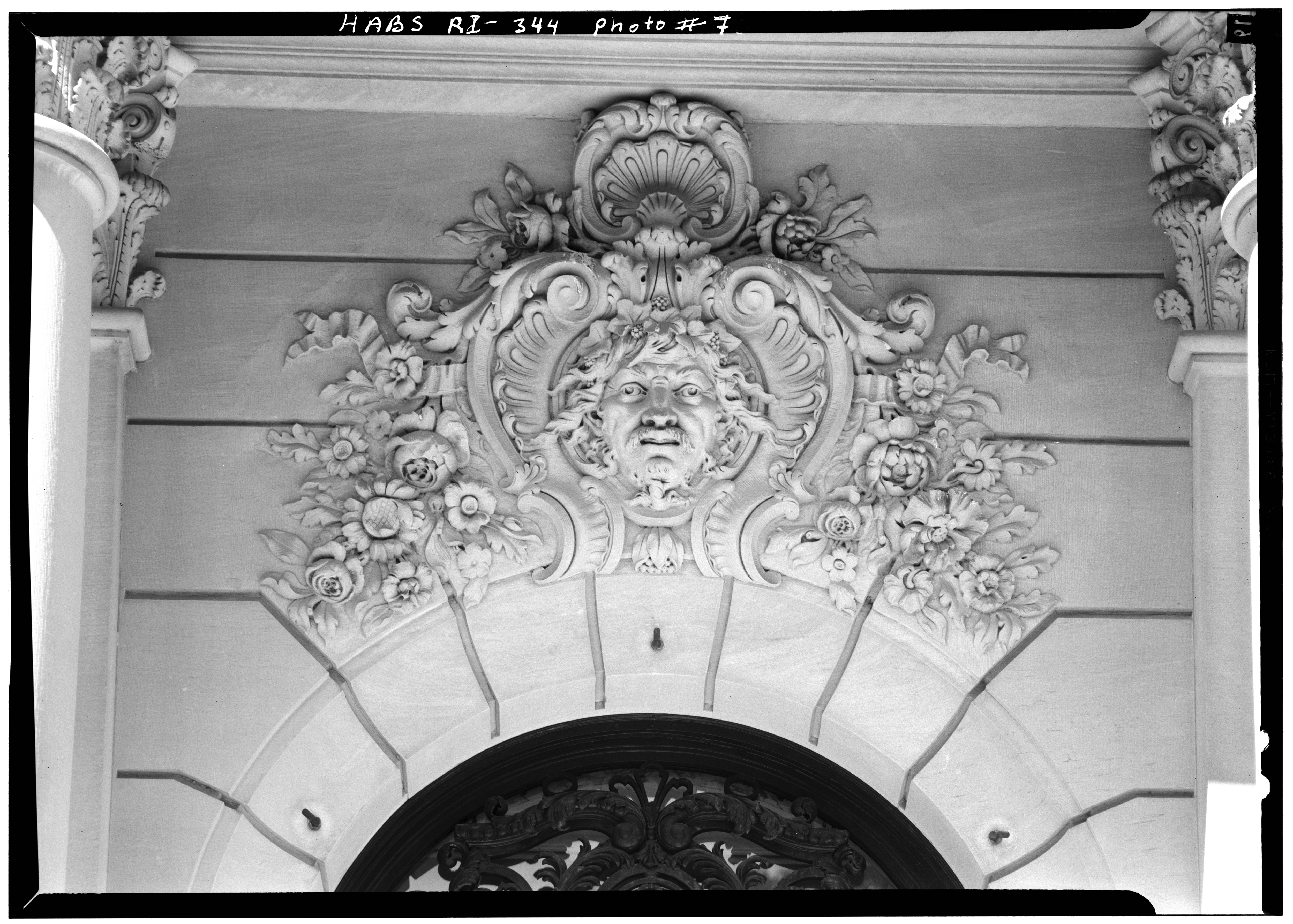
Tallado sobre el portal de entrada central
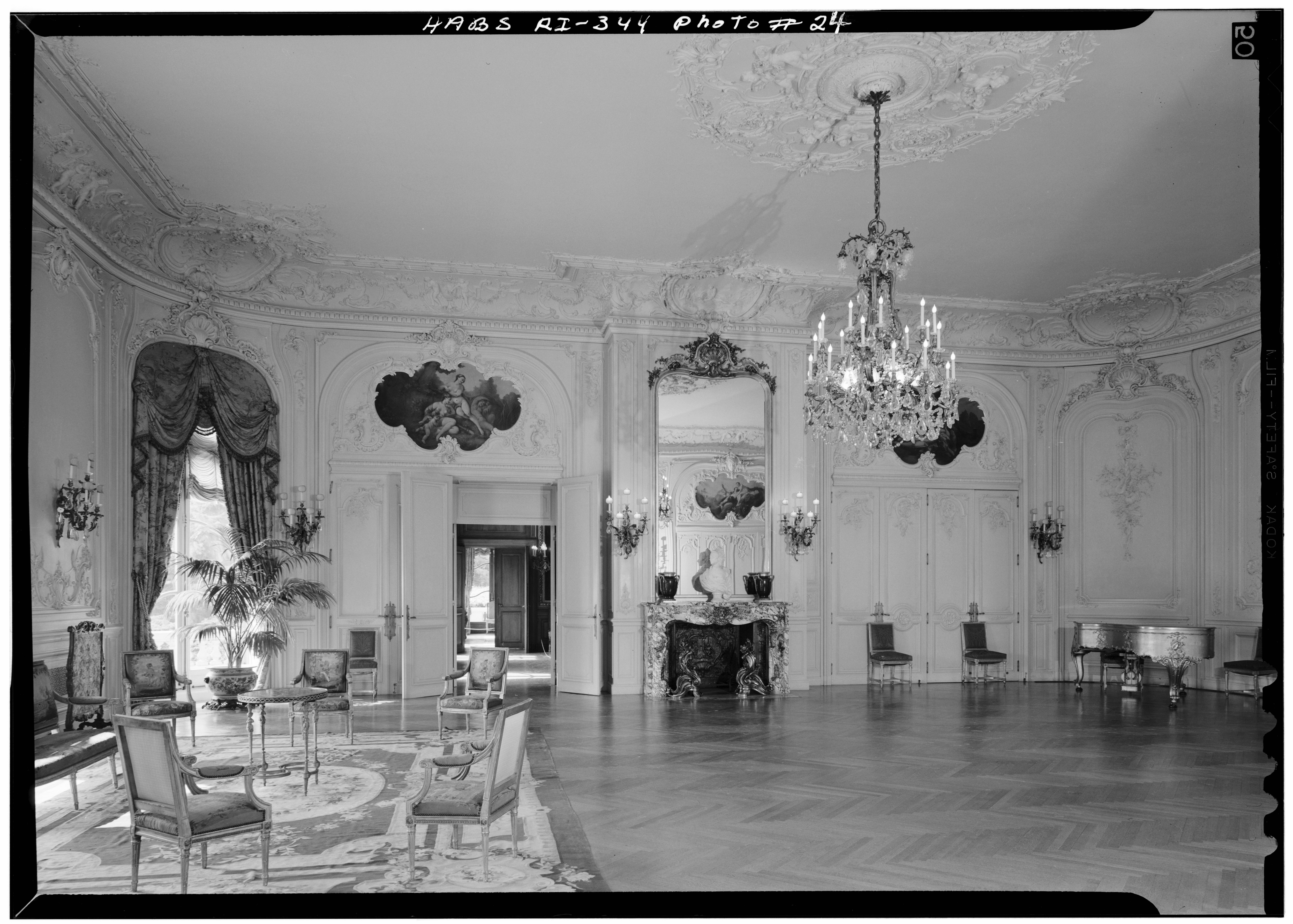
Salón de baile
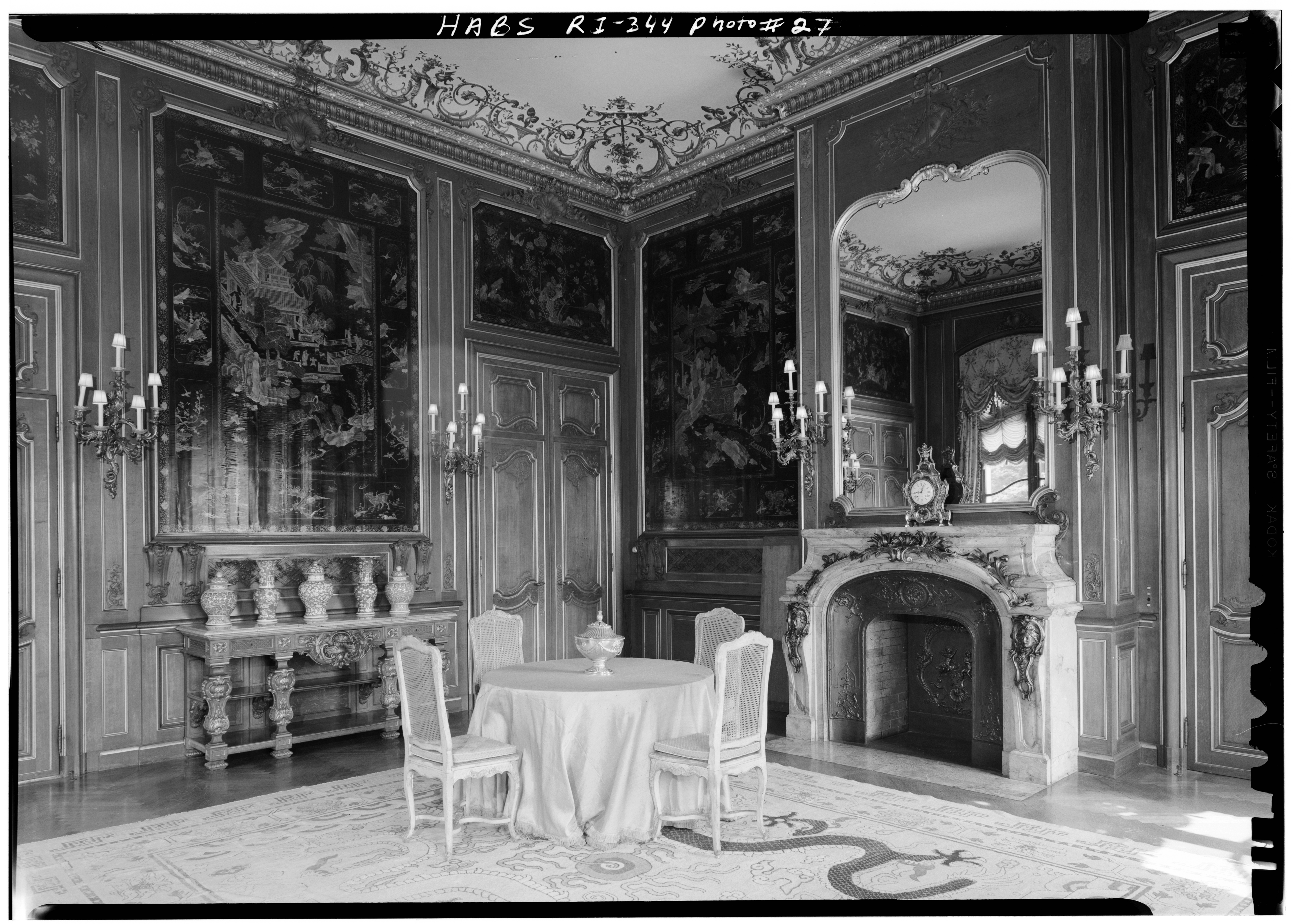
Sala de desayuno
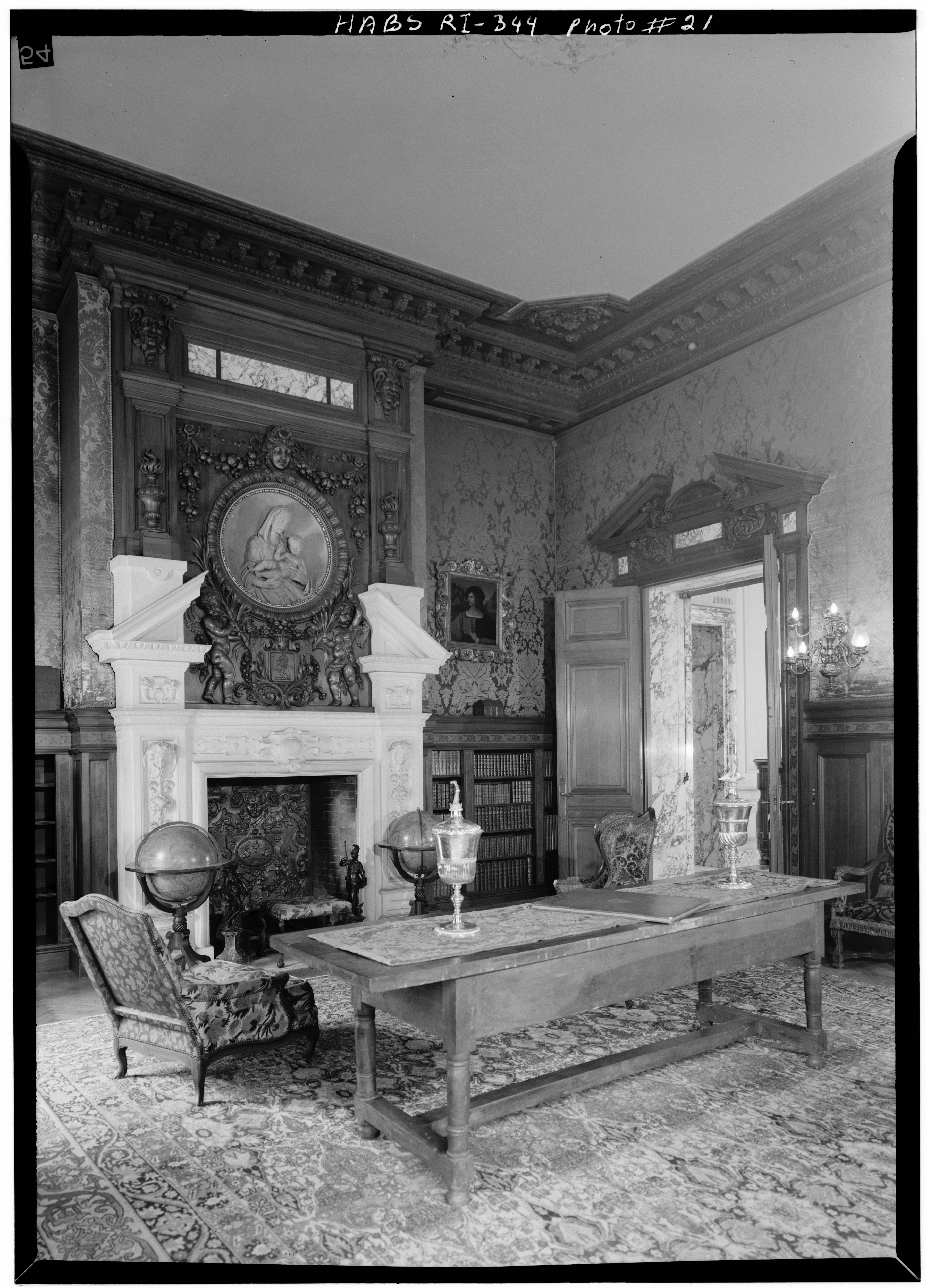
Biblioteca